# Пристава-при-Лесичнем
Пристава-при-Лесичнем (словен. Pristava pri Lesičnem) — поселення в общині Подчетртек, Савинський регіон, Словенія. Висота над рівнем моря: 411 м.